# Asisko Urmeneta
Asisko Urmeneta Otsoa Irati, né en 1965 à Pampelune, est un auteur de bandes dessinées, caricaturiste, scénariste et graffeur de langue basque.

## Famille
Il est le fils du nationaliste basque Miguel Javier Urmeneta (es), ancien maire de Pamplelune et le frère de Mikel Urmeneta (es), dessinateur.

## Carrière
Il débute dans les années 80 comme scénariste et dessinateur des fanzines Korrok et Napartheid.
Par la suite il collabore essentiellement à l'hebdomadaire de langue basque Argia. Il est membre du collectif Zazpiak Batman avec lequel il réalise le livre Mantxut et collabore avec la revue satirique H28 et la revue Xabiroi distribuée dans les ikastolak.
Il autopublie des bandes dessinées et illustre des pochettes de disque.
Il réalise des caricatures dans le programme  Mihiluze de la chaîne de télévision ETB1, ainsi que les films La vuelta la mundo ¡gratis! en 2009 et Gartxot, konkista aitzineko konkista en 2011, en collaboration avec Juanjo Elordi.
En 2017 et 2018 il crée les bandes dessinées Eusklabo Alaiak (Gure Berriak) et AztiHitza: Xahoren Biografikoa (Erroa argitaletxea),.
Il a reçu le prix de littérature basque et le prix Euskal Herria Sormen Saria.

## Œuvres
- Hegoekialde Urruneko Legenda (Napartheid, 1988)
- Erraondo (TT komikiak, 1991).
- I'm Pellot, Biba festa! (Argia, 1996).
- Sugea lilipean (Desclée de Brouwer, 2003).
- Gartxot (Argia, 2003). En collaboration avec Jokin et Marc Armspach (Marko).
- Okatxu hegal egiten (Argia, 2010). En collaboration avec Mattin Irigoien et Adur Larrea.
- AztiHitza: Xahoren Biografikoa (Erroa argitaletxea, 2018).
- 1620, Nafarroa Beheregaina (Nabarralde Fundazioa, 2019).